# George Luks
George Benjamin Luks (13 de agosto de 1867 - 29 de octubre de 1933) fue un artista estadounidense, identificado con la Ashcan School of American Painting.
Después de viajar y estudiar en Europa, Luks trabajó como ilustrador de periódicos en Filadelfia, donde se convirtió en parte de un grupo muy unido, dirigido por Robert Henri, que se dispuso a desafiar los valores refinados impuestos por la influyente Academia Nacional de Diseño. Sus pinturas más conocidas reflejan la vida de los pobres y los más necesitados del Lower East Side de Manhattan.

## Juventud

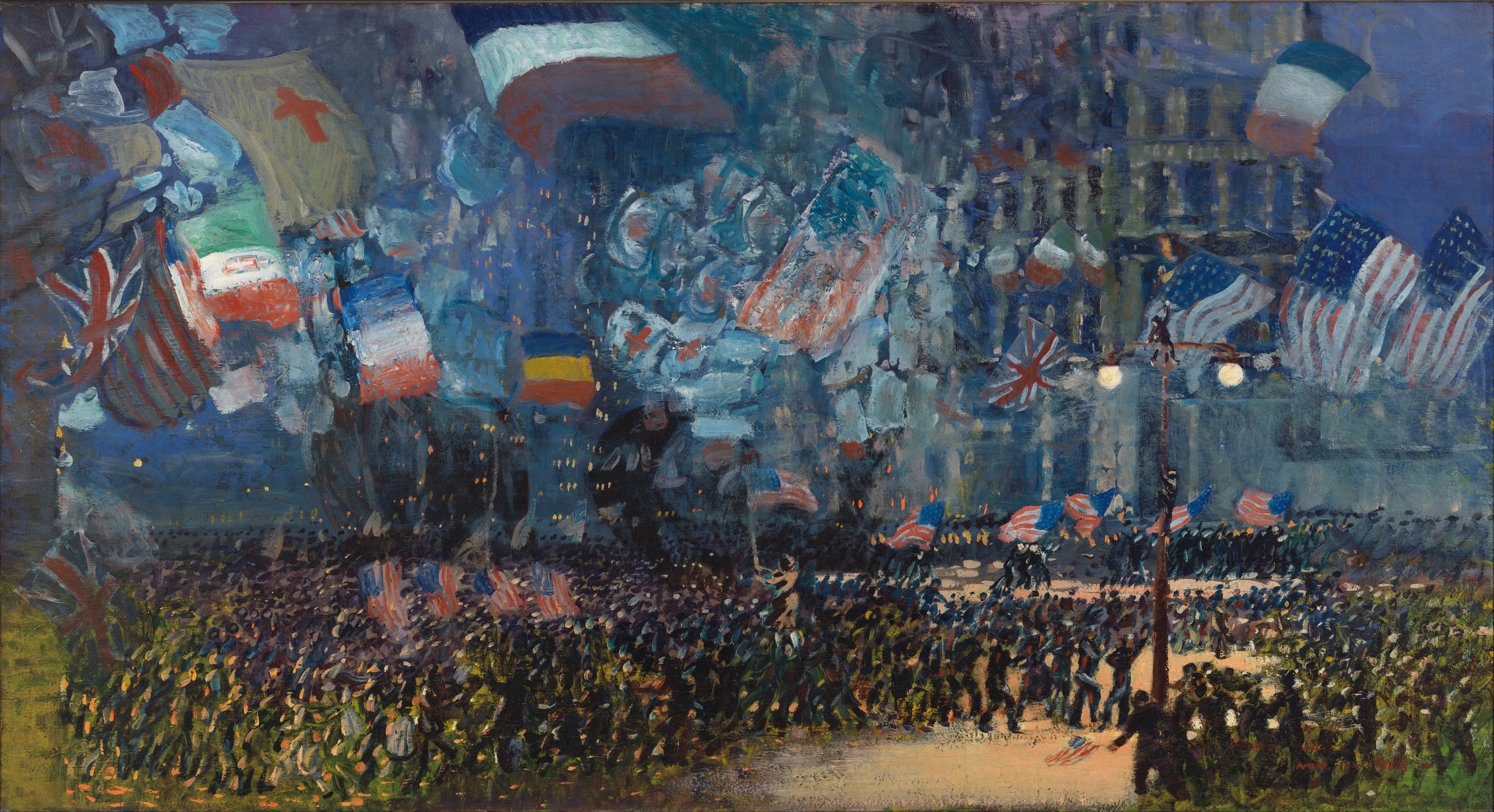
Noche del armisticio, 1918, óleo sobre lienzo.

Luks nació en Williamsport, Pensilvania, hijo de inmigrantes centroeuropeos. Su padre era boticario y su madre pintora y música aficionada. La familia Luks finalmente se mudó a Pottsville, en el sur de Pensilvania, cerca de las minas de carbón. En este entorno, aprendió sobre la pobreza y la compasión al observar a sus padres ayudar a las familias de los mineros del carbón.
Luks comenzó su vida laboral en el vodevil. Con su hermano menor tocaron en el circuito de vodevil de Pensilvania y Nueva Jersey a principios de la década de 1880 cuando aún eran adolescentes. Dejó las actuaciones cuando decidió seguir una carrera como artista. Luks supo desde muy joven que quería ser artista y estudió brevemente en la Academia de Bellas Artes de Pensilvania antes de viajar a Europa, donde asistió a varias escuelas de arte y estudió a los Viejos Maestros. (Se convirtió en un particular admirador de la pintura española y holandesa, especialmente de la obra de Velázquez y Frans Hals.) La energía y la técnica de Manet también atrajeron a Luks. Más tarde fue a Düsseldorf, donde vivió con un pariente lejano, supuestamente domador de leones retirado, y tomó clases en la Escuela de Arte de Düsseldorf. Después abandonó Düsseldorf por las esferas más estimulantes de Londres y París. En 1893, regresó a Filadelfia, donde finalmente encontró trabajo como ilustrador para la Philadelphia Press.
"La experiencia de Luks como artista-reportero del Press resultó fundamental para su carrera, no tanto por el trabajo que realizó como por los amigos de toda la vida que adquirió". Trabajando en ese periódico, conoció a John Sloan, William Glackens y Everett Shinn. Estos se reunían para reuniones semanales, tanto sociales como intelectuales, en el estudio de Robert Henri, un pintor de talento varios años mayor que ellos. Henri animó a sus amigos más jóvenes a leer a Whitman, Emerson, Zola e Ibsen, así como el libro Talks on Art de William Morris Hunt y Modern Painting de George Moore. Irritado por las limitaciones de la Tradición Genteel, quería que consideraran la necesidad de un nuevo estilo de pintura que hablara más de su propio tiempo y experiencia. Henri fue un persuasivo defensor de la descripción vigorosa de la vida ordinaria; creía que los pintores estadounidenses necesitaban evitar los temas refinados y el pulido academicismo y aprender a pintar más rápidamente. En Luks, tenía un oyente atento, pero también un hombre que nunca se sentiría cómodo en el papel de acólito.
En 1896, Luks se mudó a Nueva York y comenzó a trabajar como dibujante para el New York World de Joseph Pulitzer, donde una de sus asignaciones fue dibujar la popular serie de tiras cómicas Hogan's Alley. Luks comenzó a dibujar Yellow Kid después de que su creador, Richard F. Outcault,  se cambiara al New York Journal de W.R. Hearst.  Durante su tiempo como ilustrador allí, vivió con William Glackens. Junto con Everett Shinn y Robert Henri, Glackens animó a Luks a dedicar más tiempo a la pintura seria. Lo que siguió fueron varios años productivos en los que Luks pintó algunos de los ejemplos más vigorosos de lo que se llamaría "arte Ashcan".

## "Los ocho"

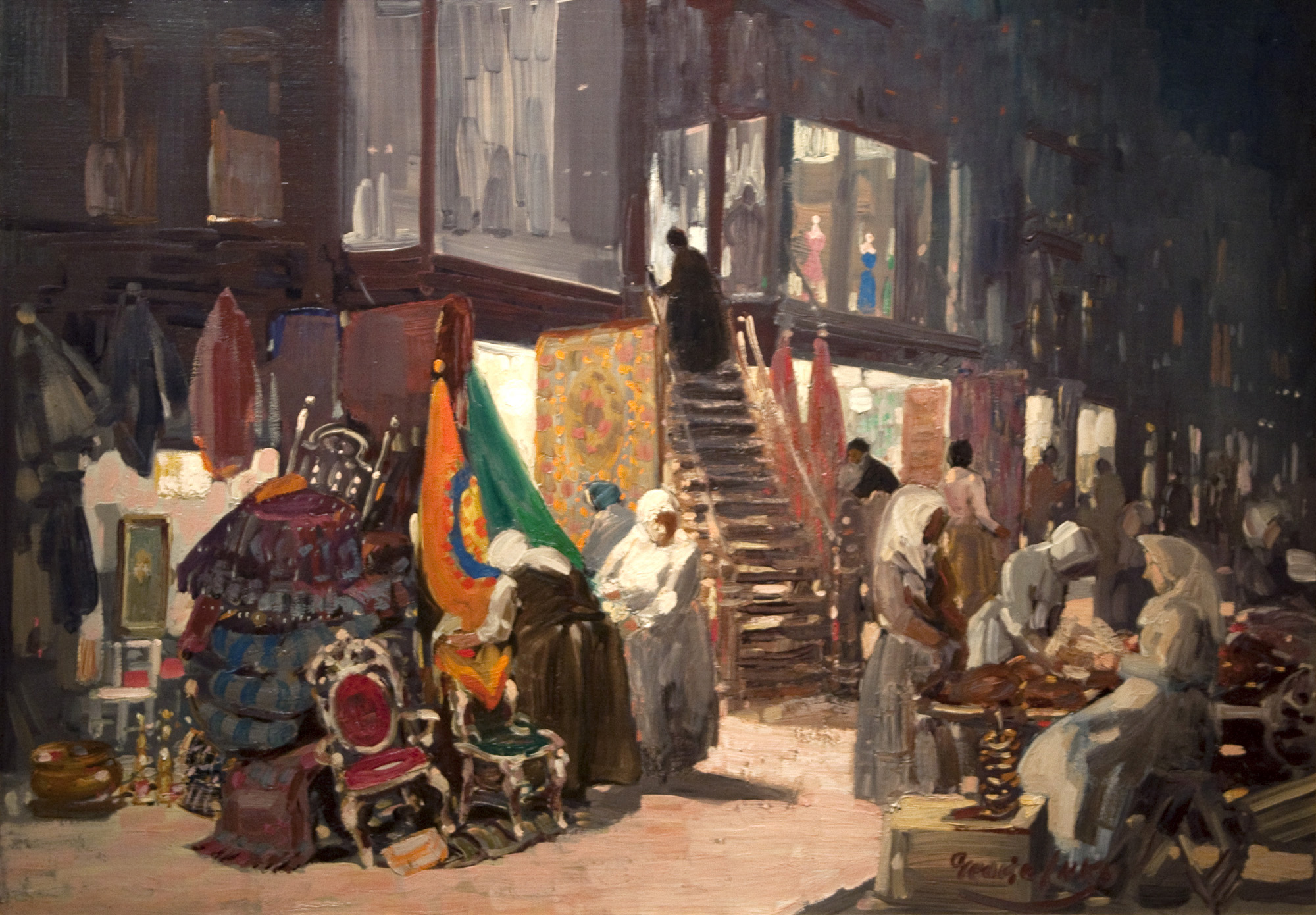
Calle Allen, c. 1905, Museo Hunter de Arte Americano

El rechazo de muchas de sus pinturas por las exposiciones de la poderosa y conservadora Academia Nacional de Diseño motivó a los seguidores de Henri a formar su propio grupo de exhibición independiente. Compuesto por Robert Henri, George Luks, William Glackens, John Sloan, Everett Shinn, Arthur B. Davies, Ernest Lawson y Maurice Prendergast, el grupo expuso como "Los Ocho" en enero de 1908. Su exposición en las Macbeth Galleries en Nueva York fue un evento significativo en la promoción del arte estadounidense del siglo XX. Aunque los estilos de "Los Ocho" diferían mucho (Davies, Lawson y Prendergast no eran realistas urbanos), lo que unificó al grupo fue su defensa de las oportunidades de exposición libres del sistema de jurados, así como su creencia en el contenido y las técnicas de pintura que eran no necesariamente sancionadas por la Academia. La exposición itinerante organizada por John Sloan que siguió a la muestra de Nueva York llevó las pinturas a Chicago, Indianápolis, Toledo, Cincinnati, Pittsburgh, Bridgeport y Newark y ayudó a promover un debate nacional sobre el nuevo realismo que representaba la escuela Ashcan. Feeding the Pigs y Mammy Groody de Luks fueron vistos como ejemplos de esta nueva visión que muchos amantes del arte no estaban dispuestos a aceptar.

## Escuela Ashcan

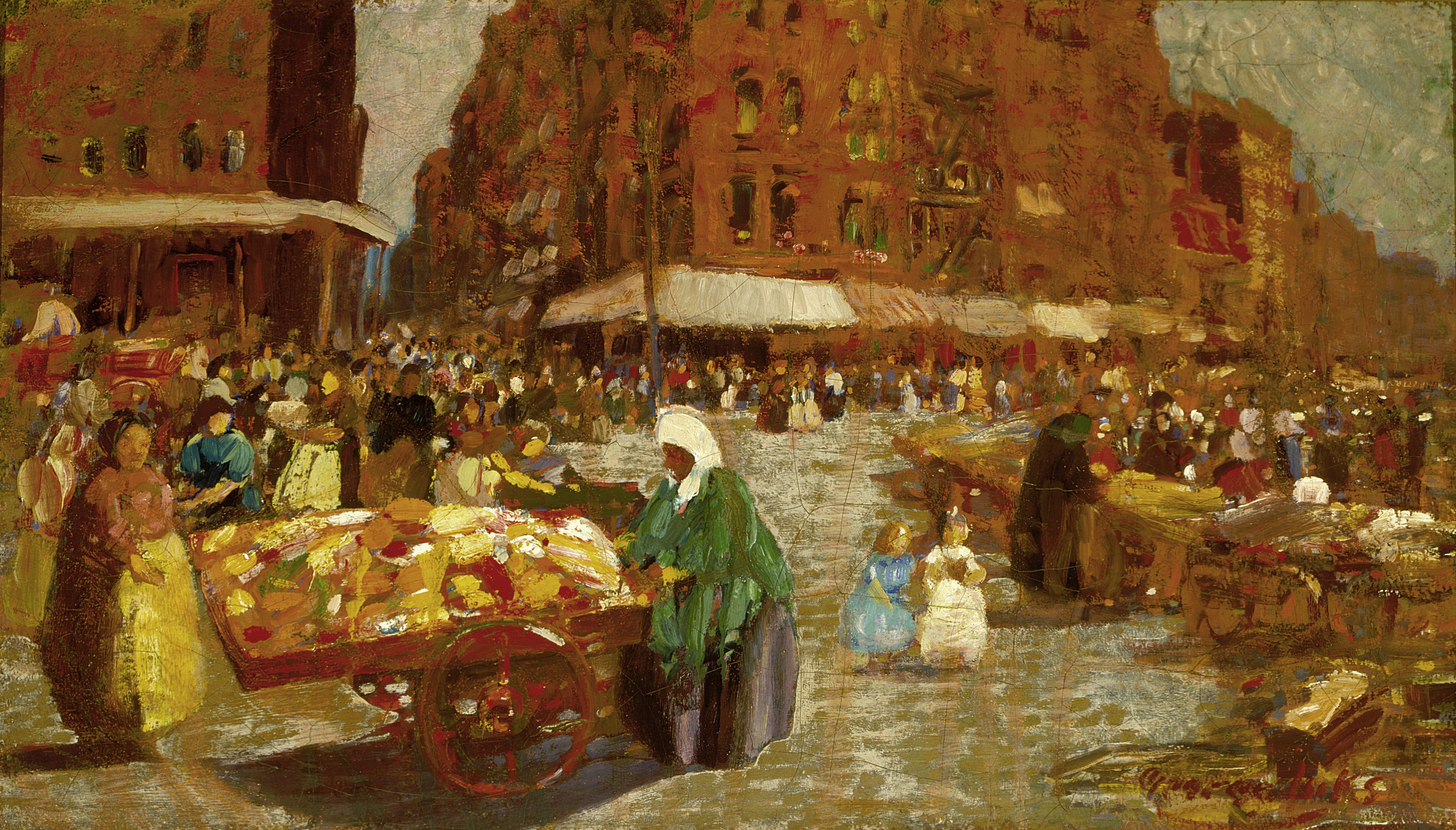
Houston Street, 1917, óleo sobre lienzo, Museo de Arte de Saint Louis

Luks pintó temas de la clase trabajadora y escenas de la vida urbana, los sellos distintivos del realismo de Ashcan, con gran entusiasmo. "Hester Street" (1905), en la colección del Museo de Brooklyn, capta la vida de los inmigrantes judíos a través de la representación vigorosamente pintada de Luks de compradores, vendedores ambulantes, paseantes casuales y curiosos espectadores con la variedad étnica que caracterizó a la Nueva York de principios de siglo. La obra de Luks tipifica las escenas de la vida real pintadas por los artistas de la Escuela Ashcan. Hester Street también demuestra la capacidad de Luks para manipular con eficacia composiciones llenas de gente y capturar expresiones y gestos, así como detalles de fondo arenosos. Allen Street (1905) y Houston Street (1917) tienen el mismo éxito en este sentido. El Lower East Side fue una rica fuente de material visual para George Luks.

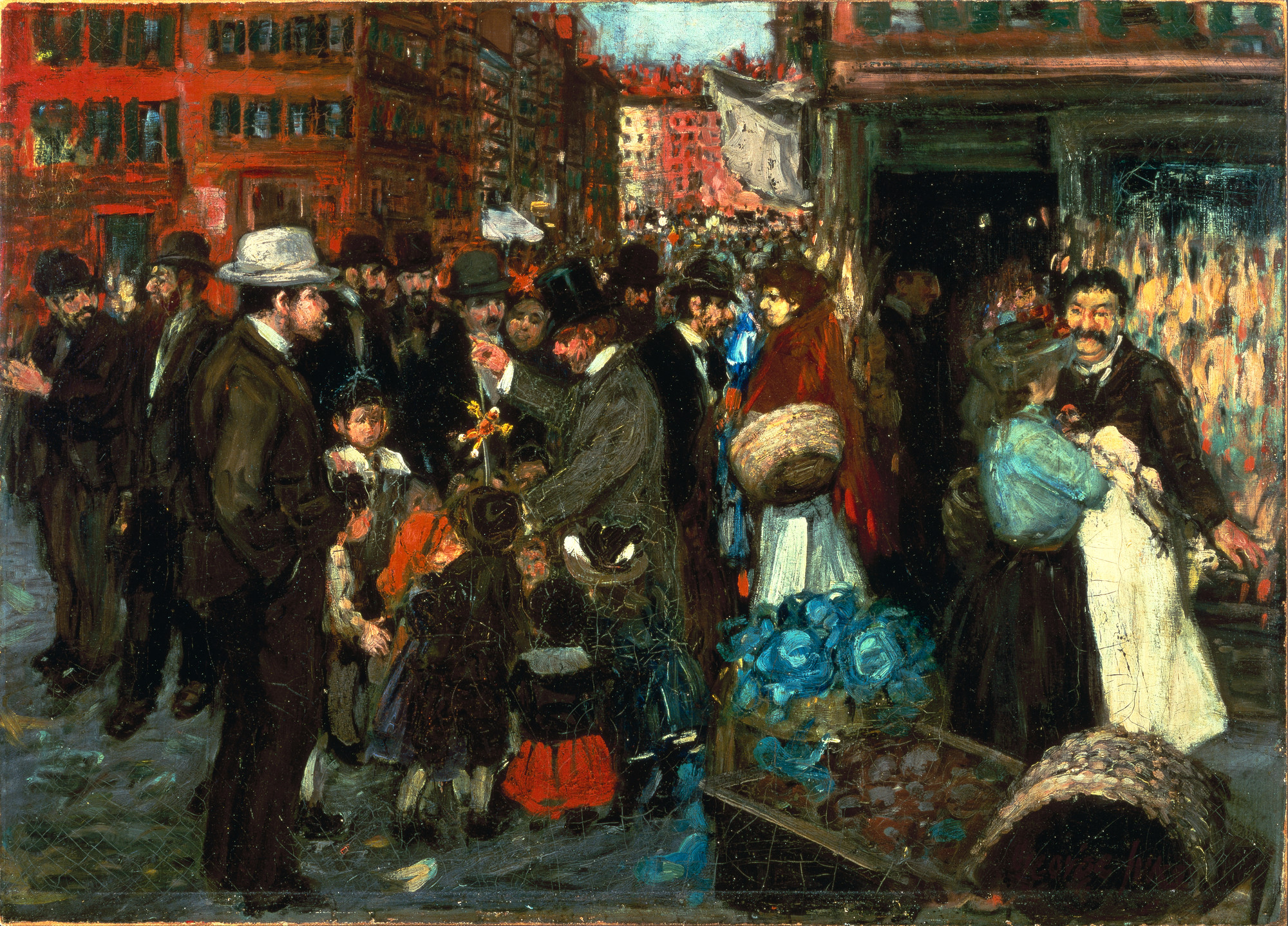
Escena callejera (Calle Hester), 1905, óleo sobre lienzo, Museo de Brooklyn

La Escuela Ashcan desafió con éxito a las instituciones académicas de arte, y la autoridad de la Academia Nacional de Diseño como árbitro cultural declinó a lo largo de la década de 1910. En un momento en que la ficción realista de Theodore Dreiser y Frank Norris ganaba una audiencia más amplia y cuando los periodistas llamaban la atención sobre las condiciones de los barrios marginales en las ciudades estadounidenses, los pintores de Ashcan desempeñaron un papel en la ampliación del sentido de lo que es un tema adecuado para el arte. Sin embargo, la diferencia entre los escritores realistas y los periodistas de mentalidad social, por un lado, y los pintores, por el otro, era que los artistas de Ashcan no veían su obra principalmente como una crítica social o política.
El primer uso conocido de la terminología "lata de cenizas" ("ash can") para describir el movimiento fue de Art Young, en 1916, pero el término se aplicó más tarde no solo al círculo de Henri, sino también a pintores como George Bellows (otro alumno de Henri), Jerome Myers, Gifford Beal, Glenn Coleman, Carl Sprinchorn y Mabel Dwight e incluso a los fotógrafos Jacob Riis y Lewis Hine, quienes retrataron los barrios obreros de Nueva York de una manera a veces brutalmente realista.
En 1905, Luks pintó dos de sus obras más famosas, que son íconos de la escuela Ashcan: The Spielers, ahora en la colección de la Addison Gallery of American Art, y The Wrestlers, ahora en la colección del Museo de Bellas Artes de Boston.
Estas dos pinturas también ilustran aspectos radicalmente diferentes del temperamento de Luks. En The Spielers, dos chicas jóvenes bailan frenéticamente y sus rostros alegres forman un atractivo contraste con sus manos mugrientas.
Luks retrata la capacidad de los niños de clase trabajadora para experimentar placer a pesar de sus circunstancias. Sentimental o no, pintó la verdad, tal como la veía, como escribió su amigo Everett Shinn. The Wrestlers, por otro lado, es un testimonio de la bravuconería masculina, un enorme lienzo suntuosamente pintado en el que un hombre fornido ha sido tumbado en la lona por otro; el rostro del luchador derrotado, al revés, nos mira fijamente. La pose está contorsionada, cada músculo sobresale y la pintura refleja el sudor y la tensión del combate.
Luks era respetado como un maestro de los fuertes contrastes de color. Cuando fue entrevistado sobre el tema, dijo: "¡Te contaré el secreto! El color es simplemente luz y sombra. No necesitas rosa, gris o azul mientras tengas volumen. El rosa y el azul cambian con la luz o el tiempo. El volumen perdura." 
Aunque Luks es más conocido por sus representaciones de la vida de Nueva York, también pintó paisajes y retratos y fue un consumado acuarelista. Su percepción visual era aguda, sin importar el género, señaló el crítico de arte Sadakichi Hartmann. En años posteriores, pintó retratos de sociedad (por ejemplo, Society Girl). Sin embargo, su estilo no fue uniforme a lo largo de su carrera. The Cafe Francis (1906) contiene más toques impresionistas que sus habituales escenas oscuras de la vida urbana de la clase baja, y su interés por la precisión documental varió. Sulky Boy (1908), por ejemplo, representa al hijo de un médico del Hospital Bellevue que trató a Luks por alcoholismo, pero se nota que Luks estaba más preocupado por representar el comportamiento del niño que en transmitir una representación auténtica del entorno.
Al igual que Henri y Sloan, Luks también fue maestro, primero en la Arts Students League en West 57th Street en Manhattan y, luego, al otro lado de la calle en una escuela que él mismo estableció, que permaneció abierta hasta el momento de su muerte. Una alumna suya, la pintora Elsie Driggs, lo recordaba como una fuerza carismática en el aula. Disfrutaba de la adulación de sus alumnos y era un gran narrador. No estaba interesado en predicar los principios del arte moderno; su compromiso era con el realismo y la observación directa.
Su obra también fue parte del evento de pintura en la competencia de arte en los Juegos Olímpicos de Verano de 1932.

## Personalidad

Plaza Madison, c. 1920

Luks era un rebelde nato y una de las personalidades más distintivas del arte estadounidense. "Es Puck. Es Calibán. Es Falstaff", escribió su contemporáneo, el crítico de arte James Gibbons Huneker. Como muchos de los expresionistas abstractos posteriores rara vez podía retractarse de un desafío. Se enorgullecía de ser conocido como el "chico malo" del arte estadounidense, le gustaba caracterizarse a sí mismo como creado completamente por sí mismo y minimizó la influencia de Robert Henri, o cualquier contemporáneo, en su desarrollo artístico. Era dado a declaraciones hiperbólicas y, a menudo, era intencionalmente vago sobre los detalles autobiográficos, prefiriendo mantener un aura de misterio automitificante. Se sentía tan a gusto en una taberna como en un museo o una galería. Luks siempre fue un gran bebedor, y su amigo y antiguo compañero de cuarto, William Glackens, a menudo tenía que desvestirlo y llevarlo a la cama después de una noche de borrachera y libertinaje. Aunque muchas fuentes confirman esta tendencia, también lo caracterizan como un hombre de buen corazón que se hizo amigo de las personas que vivían al límite y que se convirtieron en sujetos de sus obras de arte. Los ejemplos de esto son numerosos: por ejemplo, Widow McGee (1902) o The Old Duchess and The Rag Picker (ambas de 1905), en las que Luks retrató con sensibilidad a mujeres mayores y desvalidas que conocían las duras realidades de la calle. Luks era una paradoja: un hombre de enorme egoísmo y una gran generosidad de espíritu.

## Muerte
Luks fue encontrado muerto en un portal por la policía en las primeras horas de la mañana del 29 de octubre de 1933, después de una pelea en un bar. Ira Glackens, el hijo de William Glackens, escribió sobre la muerte de Luks que, contrariamente al relato del periódico que afirma que el pintor había sucumbido cuando se dirigía a pintar el cielo del amanecer, había sido asesinado a golpes en un altercado con uno de los clientes de un bar cercano. A su funeral asistieron familiares, exalumnos y amigos del pasado y del presente. Fue enterrado con un chaleco bordado del siglo XVIII, una de sus posesiones más preciadas. Luks se casó dos veces pero no tuvo hijos. Está enterrado en el cementerio de Fernwood en Royersford, Pensilvania.

## Exposiciones seleccionadas
- 1904: Club Nacional de las Artes (Luks, Glackens, Henri, Sloan, Davies, Prendergast)
- 1908: Exposición de The Macbeth Galleries de The Eight
- 1913: The Armory Show (se incluyeron seis pinturas de Luks)
- 1937: Realistas de Nueva York, Museo Whitney de Arte Americano
- 1943: The Eight, Museo de Arte de Brooklyn
- 1992: Pintores de un nuevo siglo: los ocho y el arte estadounidense, Museo de Brooklyn
- 1994: George Luks: Las acuarelas redescubiertas, Museo de Arte de Canton
- 1995: Vidas metropolitanas: los artistas Ashcan y su Nueva York, Museo Nacional de Arte Americano
- 1997: Galería Owen, Nueva York, 1997
- 2000: City Life Around the Eight, Museo Metropolitano de Arte
- 2007: Los placeres de la vida: el pincel con el ocio de los artistas de Ashcan, 1895-1925, Sociedad histórica de Nueva York
- 2009: Los ocho y los modernismos estadounidenses, Museo de Arte de Milwaukee

## Lista seleccionada de obras de arte

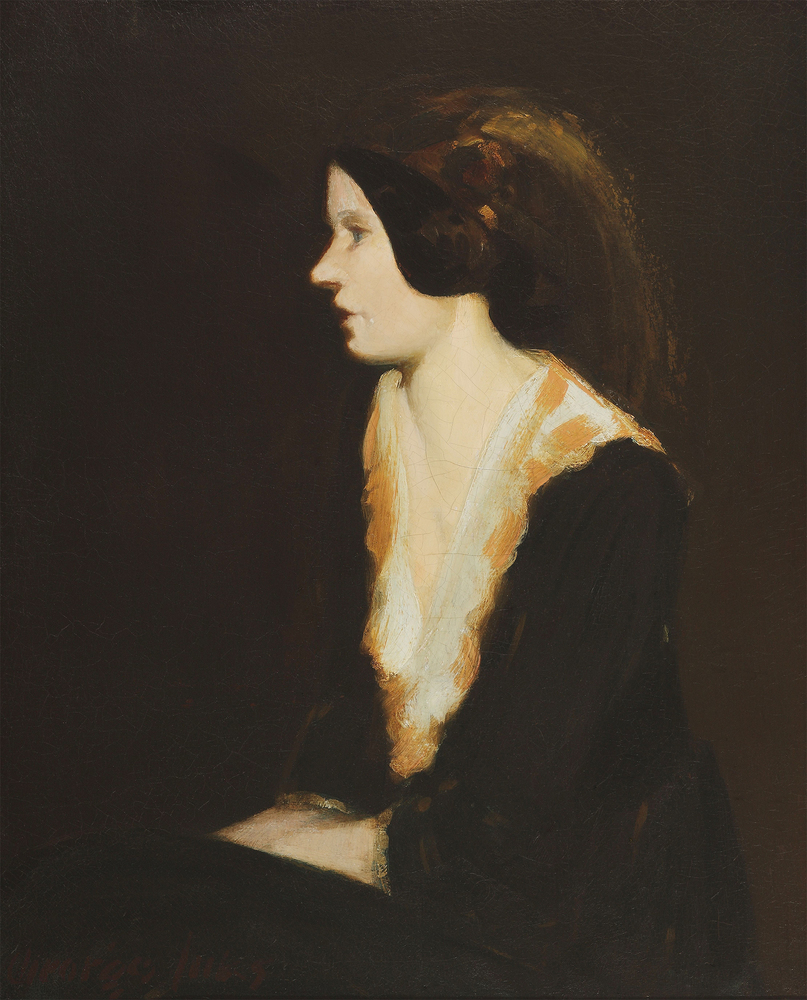
El mirlo blanco (Retrato de Margarett Sargent) (1919)

- El carro del carnicero (1901), Instituto de Arte de Chicago
- La sombrerera (1905), Museo de Arte de Toledo
- The Spielers (1905), Galería Addison de Arte Americano
- Los luchadores (1905), Museo de Bellas Artes de Boston
- The Rag Picker (1905), colección privada
- La vieja duquesa (1905), Museo Metropolitano de Arte
- Hester Street (1905), Museo de Arte de Brooklyn
- The Cafe Francis (1906), Instituto Butler de Arte Americano
- Mujer con guacamayos (1907), Instituto de Artes de Detroit
- Niño malhumorado (1908), Colección Phillips
- La guitarra (Retrato del hermano del artista con su hijo) (1908), Museo de Arte Americano de Westmoreland
- El río de Nueva York, Nueva York (1910), colección privada
- Niñeras, High Bridge Park, colección privada
- Niño con béisbol (1925), Museo Metropolitano de Arte

## Alumnos
Sus alumnos incluyeron a Norman Raeben, Elsie Driggs y John Alan Maxwell .